# ريتشارد تايلور (سياسي بريطاني)
ريتشارد تايلور (بالإنجليزية: Richard Taylor) هو سياسي بريطاني، ولد في 7 يوليو 1934. حزبياً، نشط في المجتمع المستقل والرعاية الصحية ‏. في الانتخابات العامة في المملكة المتحدة 2001، انتخب عضو برلمان المملكة المتحدة الـ53 عن دائرة غابات واير وقد انضم خلال فترته النيابية ‏ (7 يونيو 2001 – 11 أبريل 2005) للكتلة البرلمانية مستقل وفي الانتخابات العامة في المملكة المتحدة 2005، انتخب عضو برلمان المملكة المتحدة الـ54 عن دائرة غابات واير وقد انضم خلال فترته النيابية ‏ (5 مايو 2005 – 12 أبريل 2010) للكتلة البرلمانية مستقل.